# فرودگاه فرانت رینج
فرودگاه فرانت رینج (به انگلیسی: Front Range Airport) یک فرودگاه همگانی بهره‌برداری هوایی است که یک باند فرود آسفالت دارد و طول باند آن ۲۴۳۸ متر است. این فرودگاه در شهر دنور کشور ایالات متحده آمریکا قرار دارد و در ارتفاع ۱۶۸۰ متری از سطح دریا واقع شده‌است.